# Abbenahalli, Malur
Abbenahalli là một làng thuộc tehsil Malur, huyện Kolar, bang Karnataka, Ấn Độ.